# Hildebrandtia (planta)
Hildebrandtia (planta) é um género botânico pertencente à família Convolvulaceae...